# Lie Jü-kou
Lie Jü-kou (Li Yukou), illetve a közismertebb tiszteleti nevén: Lie-ce (Liezi) Laoce (Laozi) és Csuang-ce (Zhuangzi) mellett a korai taoizmus kiemelkedő alakja. Életéről meglehetősen kevés konkrétumot árulnak el a klasszikus források, ám annál jelentősebb a neki tulajdonított és a nevét viselő műve, a Lie-ce (Liezi), amelynek egyik fontos témája a halálhoz, az elmúláshoz való viszony. Ebben a műben, a Csuang-ce (Zhuangzi)hez hasonlóan a filozofikus fejtegetések, a dialógusok és a tanmesék egymást váltogatják. Számos történettel illusztrálja azt a nézetet, amely szerint a tao (dao)n (道) kívül minden a születés, a növekedés, a hanyatlás és a pusztulás fokozatait járja be. Mivel más dolgokhoz hasonlóan az ember is az ürességből származó csi (qi)ből (氣), illetve az ebből létrejött jin-jang (yin–yang) (陰陽) kettősségből keletkezett, így természetes, hogy ez a megszilárdult csi (qi) (az ember) visszatér az ürességbe.

## Élete
A Lie-ce (Liezi) szerint Lie Jü-kou (Lie Yukou) Cseng (Zheng)ben (鄭) élt, mestere Hu-csiu Ce-lin (Huqiu Zilin) (壺丘子林) és Po-hun Vu-zsen (Bohun Wuren) (伯昏瞀人) volt. Liu Hsziang (Liu Xiang) szerint a Cseng (Zheng)-beli Mu (繆) herceg uralkodásának idején élt. A 12. században már számos tudós kétségbe vonta létezését, és csak allegorikus személyként, Csuang-ce (Zhuangzi) figurájaként kezelte. De Barry és Wing Tsit-Chan szerint a neki tulajdonított művet valójában egy i. sz. 3. századi neotaoista szerző írta. Richard Wilheim nem talál alapot, hogy kételkedjék Lie-ce (Liezi) történeti létezésében, Lionel Giles szerint a párhuzamos történetek a Lie-ce (Liezi)ben jobbak, mint a Csuang-ce (Zhuangzi)ben. Sze-ma Csien (Sima Qian) nem tesz róla említést, de olyan korábbi művekben, mint például a Si-ce (Shizi) (尸子), a Csan-kuo cö (Zhanguoce), a Lü-si csun-csiu (Lüshi chunqiu) (呂氏春秋) vagy a Ven-ce (Wenzi), bölcselőként szerepel.

## Műve
A Lie-ce (Liezi) című művet elsőként Liu Hsziang (Liu Xiang) (i. e. 77–6) említi i. e. 14-ben, később valószínűleg erre alapozva hivatkozik rá a Han su (Hanshu) bibliográfiai fejezete, a Ji-ven-cse (Yiwenzhi).  Ezután a szöveg következő felbukkanása a műhöz a legfontosabb kommentárt író Csang Csan (Zhang Zhan)nál (張湛; i. sz. 330–400) található meg, aki talán a szöveg kialakulásában is fontos szerepet játszott. A szöveg egésze tehát minden bizonnyal kései, de egyes részletek származhatnak a Csin (Qin)-kor előttről.
A jelenleg ismert formájában a Lie-ce (Liezi) a következő 8 fejezetből áll:
I. Égi jelek (Tien-zsuj (Tianrui) 天瑞);
II. A Sárga Császár (Huang-ti (Huangdi) 黃帝);
III. A Csou (Zhou)-beli Mu király (Csou Mu-vang (Zhou Muwang) 周穆王);
IV. Konfuciusz (Csung-ni (Zhongni) 仲尼);
V. Tang kérdései (Tang ven (Tang wen) 湯問);
VI. Erő és sors (Li-ming (Liming) 力命);
VII. Jang Csu (Yang Zhu) (Jang Csu (Yang zhu) 楊朱);
VIII. Az összefüggések magyarázata (Suo-fu (Shuofu) 說符).
Az első hat fejezet alapvetően taoista inspirációra születhetett, ugyanakkor a VII. fejezetben Jang Csu (Yang Zhu) tanítása található, míg a VIII. fejezet számos konfuciánus és motista elemet is tartalmaz. A Csuang-ce (Zhuangzi)hez hasonlóan a filozofikus fejtegetések, a dialógusok és a tanmesék egymást váltogatják. Az általános stilisztikai hasonlóságon túl a Lie-ce (Liezi)ben számos szövegszerű átfedés is található a Csuang-ce (Zhuangzi)vel, 16 teljes történet és számos további részlet közös bennük.